# Dschazira-Projekt

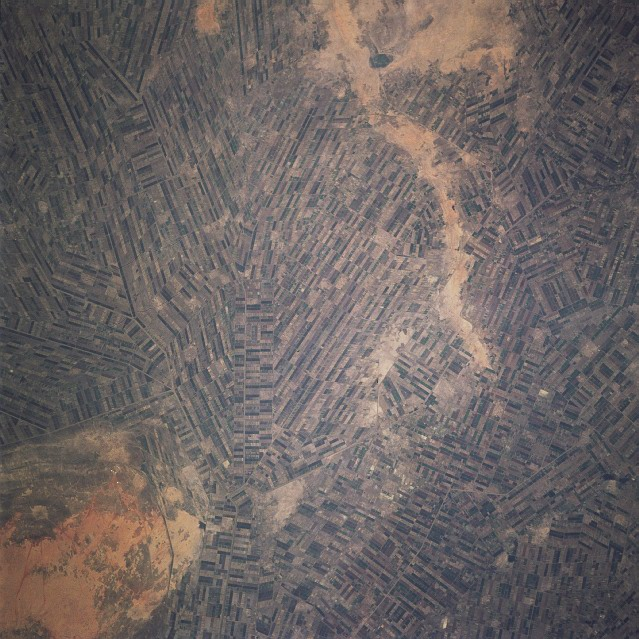
Bewässerungskanäle und -felder der Dschazira-Ebene aus dem All, November 1997

Das Dschazira-Projekt (arabisch مشروع الجزيرة, auch Gezira-Projekt, englisch Gezira Scheme) ist ein Projekt der sudanesischen Regierung zur Erhöhung der landwirtschaftlichen Produktion im Bereich der Dschazira-Ebene südlich von Khartum. Es gehört zu den weltweit größten Bewässerungsprojekten.

## Geschichte
Eine britische Gruppe begann das Projekt 1911 als Forschungsprojekt für den Anbau von Baumwolle auf einer Fläche von rund einem Quadratkilometer (250 Feddan) bei Wad Madani im damaligen Anglo-Ägyptischen Sudan. Das notwendige Wasser wurde zunächst mit Pumpen aus dem Blauen Nil entnommen.
Das Projekt erfüllte die Erwartungen und so beschloss man 1914, die Projektfläche zu erweitern. Dazu sollte der Sannar-Damm und ein Kanalsystem gebaut werden, um das Wasser des Blauen Nils im natürlichen Gefälle zu den Feldern zu leiten. Der Erste Weltkrieg unterbrach zunächst den Bau der Staumauer, aber die durch Bewässerung genutzte Fläche stieg bis 1924 auf rund 92 km² (22.000 Feddan). Nach der Fertigstellung des Staudamms 1925 stieg sie kontinuierlich weiter an und erreichte bis zur Unabhängigkeit des Sudan am 1. Januar 1956 rund 4.200 km² (1.000.000 Feddan). Durch die al-Managil-Erweiterung, die von 1958 bis 1962 geschaffen wurde, und den Bau des 1966 fertiggestellten Roseires-Damms vergrößerte sich die Fläche nochmals auf insgesamt rund 8.820 km² (2.100.000 Feddan). Damit hat das Dschazira-Projekt mit rund 50 Prozent den größten Anteil am Bewässerungsfeldbau in Sudan. Lange Zeit trug es 35 % zum sudanesischen Bruttoinlandsprodukt bei.

## Beschreibung
Die rund 8.820 km² des Projektes füllen den größten Teil der einheitlich leicht flussabwärts nach Norden geneigten Gezira-Ebene und können damit vollständig durch das natürliche Gefälle bewässert werden. Die lehmhaltigen und deshalb leicht wasserstauenden Böden verhindern das Versickern des Wassers, auch wenn sie unter landwirtschaftlichen Gesichtspunkten nicht ideal sind. Das Wasser des Blauen Nils eignet sich hervorragend zur Bewässerung, auch nach 65 Jahren sind keine Versalzungsprobleme aufgetreten, abgesehen von wenigen Flächen am Rand bei Khartum.
Das Bewässerungsprojekt wird vom Sannar-Dam aus mit zwei parallelen Hauptkanälen mit einer Kapazität von 354 m³/s versorgt, an die sich ein Netzwerk aus 2.300 km Seitenkanälen und ungefähr 1.500 kleinere Kanäle mit zusammen 8.000 km anschließen. Die Kanäle müssen kontinuierlich von Wasserpflanzen und Sedimenten befreit werden, wofür ein größerer Maschinenpark eingesetzt wird.
Das Projekt wird vom Ministry of Irrigation (Ministerium für Bewässerung) und vom Sudan Gezira Board verwaltet, die dafür mehr als 7.000 Mitarbeiter beschäftigen (Stand 2000), von denen jedoch ein großer Teil Hilfskräfte zur Bedienung der einzelnen Wehre sind.
Die Fläche ist an 120.000 Bauern in Einheiten von durchschnittlich 8 ha verpachtet, es gibt kein privates Eigentum an den Feldern. Die Bauern sind verpflichtet, die Anbauvorschriften der Verwaltung auszuführen, sie haben wenig Einfluss auf den Anbau. Es wird geschätzt, das mehr als die Hälfte der Pächter nicht mehr landwirtschaftlich tätig sind, sondern diese Arbeiten an Unterpächter oder Wanderarbeiter vergeben haben.

## Anbau
Für den Export und eigenen Verbrauch werden hauptsächlich Baumwolle, Durra, Erdnüsse, Gemüse, Mais, Obst und Weizen produziert. Dabei entfielen 1992/1993 auf die einzelnen Erzeugnisse folgende Anbauflächen:
| Erzeugnis | Fläche in Feddan |
| --------- | ---------------- |
| Durra     | 550.000          |
| Weizen    | 530.000          |
| Erdnüsse  | 188.000          |
| Baumwolle | 152.000          |
| Gemüse    | 50.000           |
| Mais      | 50.000           |

Um die Bodenfruchtbarkeit zu erhalten, wird beim Anbau folgender Fruchtwechsel verwendet:
1. Baumwolle, Weizen
2. Weizen, Durra oder Erdnüsse, Gemüse
3. Durra oder Erdnüsse, Gemüse, Futtermittel
4. Futtermittel, Brache
5. Brache, Baumwolle

Mitte der 1980er Jahre begann man in das Projekt auch Viehwirtschaft zu integrieren, so zum Beispiel die Haltung von Geflügel und Kühen zur Milchproduktion.
Das Projekt beinhaltet des Weiteren eine eigene Eisenbahn, die Dschazira-Eisenbahn, die für den Transport der Hilfsmittel zu und den Erzeugnissen von den Feldern zuständig ist. Auch übernimmt das Projekt die Verantwortung für die weitere Verarbeitung und Vermarktung mittels eigener Lagerhäuser, 13 Entkörnungsbetrieben für die Baumwolle und einer Molkereigenossenschaft in Barakat nahe Wad Madani.